# Sarmato
Sarmato é uma comuna italiana da região da Emília-Romanha, província de Piacenza, com cerca de 2.590 habitantes. Estende-se por uma área de 26 km², tendo uma densidade populacional de 100 hab/km². Faz fronteira com Borgonovo Val Tidone, Castel San Giovanni, Monticelli Pavese (PV), Pieve Porto Morone (PV), Rottofreno.

## Demografia
| Variação demográfica do município entre 1861 e 2011                               |
|                                                                                   |
| Fonte: Istituto Nazionale di Statistica (ISTAT) - Elaboração gráfica da Wikipedia |